# Pityrogramma chrysophylla
Pityrogramma chrysophylla là một loài thực vật có mạch trong họ Adiantaceae. Loài này được (Sw.) Link miêu tả khoa học đầu tiên năm 1833.